# Сельское поселение Ильмень
Сельское поселение Ильмень — муниципальное образование в Приволжском районе Самарской области.
Административный центр — посёлок Ильмень.

## Административное устройство
В состав сельского поселения Ильмень входят:
- посёлок Ильмень,
- посёлок Нижнеозерецкий,
- село Озерецкое.